# Popeye and Son
Popeye and Son (Popeye i Syn) – amerykański serial animowany z 1987 roku stworzony przez Hanna-Barbera. W roli głównej obsadzono słynnego Popeye’a.

## Fabuła
Popeye ożenił się z Olivią i urodził się im syn, którego nazwali Junior. Bluto również się ożenił i urodził mu się syn - Tank. Teraz obydwie rodziny mieszkają w luksusowym kurorcie nad morzem o nazwie Sweet Haven.

## Bohaterowie
- Popeye – mieszka wraz z żoną Olive i synem Juniorem w latarni morskiej w Sweet Haven.
- Olive – żona Popeye’a. Mieszka wraz z mężem Popeye’em i synem Juniorem w latarni morskiej w Sweet Haven.
- Junior – syn Popeye’a i Olive. Mieszka wraz z rodzicami w latarni morskiej w Sweet Haven. Nie lubi szpinaku i je go tylko w razie potrzeby. Nienawidzi Tanka i ma kilku przyjaciół.
- Bluto – odwieczny rywal Popeye’a. Ożenił się i ma syna Tanka. Mieszka wraz z rodziną na luksusowej łodzi.
- Tank – syn Bluto. Umięśniony osiłek. Nienawidzi Juniora odkąd obydwaj się urodzili. Czasami chodzi ze swoją bandą po plaży.
- Eugene – kosmiczne zwierzątko Popeye’a.

## Odcinki
- Serial liczy 13 odcinków.

| Numer odcinka | Angielski tytuł                    |
| ------------- | ---------------------------------- |
| 1a            | Attack Of The Sea Hag              |
| 1b            | Happy Anniversary                  |
| 2a            | The Sea Monster                    |
| 2b            | Poopdeck Pappy And The Family Tree |
| 3a            | Bluto's Wave Pool                  |
| 3b            | Here Today, Goon Tomorrow          |
| 4a            | Don't Give Up The Picnic           |
| 4b            | The Lost Treasure Of Pirate's Cove |
| 5a            | Junior's Genie                     |
| 5b            | Mighty Olive At The Bat            |
| 6a            | Junior Gets A Job                  |
| 6b            | Surf Movie                         |
| 7a            | Redbeard                           |
| 7b            | The Girl From Down Under           |
| 8a            | Junior's Birthday Roundup          |
| 8b            | Olive's Dinosaur Dilemma           |
| 9a            | Dr. Junior And Mr. Hyde            |
| 9b            | Popeye’s Surfin' Adventure         |
| 10a           | Split Decision                     |
| 10b           | The Case Of The Burger Burglar     |
| 11a           | Orchid You Not                     |
| 11b           | Ain’t Mythbehavin'                 |
| 12a           | There Goes The Neighborhood        |
| 12b           | Olive's Day Off                    |
| 13a           | Prince Of A Fellow                 |
| 13b           | Damsel In Distress                 |